# Jonah Lomu Rugby
Jonah Lomu Rugby est un jeu vidéo de rugby à XV sorti en 1997 sur PlayStation, PC et Saturn, développé par Rage Software et édité par Codemasters. Au Japon, en 1998, le jeu a été adapté sous le nom de Great Rugby Jikkyō '98 World Cup Heno Michi (グレイトラグビー実況'98ワールドカップへの道, Gureito Ragubī Jikkyō '98 Wārudo Kappu Heno Michi) et édité par Nexus Interact sur PlayStation. C'est le premier jeu de rugby à XV disponible sur la PlayStation. Il est possible d'y jouer seul ou à plusieurs.

## Système de jeu
Ce jeu est devenu célèbre grâce à sa diversité et à son emblématique modèle : Jonah Lomu. Il est possible d'évoluer avec les meilleures nations de rugby à XV soit en amical soit sur des défis soit sur un mode coupe du monde calqué sur la Coupe du monde de rugby à XV 1995.
Les commentaires, assurés par Denis Charvet et Jean-Louis Calméjane pour la version française, (Bill McLaren et Bill Beaumont en anglais) participèrent également à la réussite du jeu. Parmi les répliques très connues, « Il creuse comme une taupe en colère. », ou bien encore « Quel coup de pied de coucou ! », « On a vu venir cet essai de très loin, du diable Vauvert. »

## Accueil
Ce jeu a été reconnu par les critiques comme une première adaptation de qualité en matière de rugby sur console.[réf. nécessaire]